# Bing Mauricius
Bernhard "Bing" Mauricius is een personage uit de Nederlandse soapserie Goede tijden, slechte tijden. Hij wordt sinds 3 januari 2005 gespeeld door Everon Jackson Hooi. Vanaf 3 juni 2025 wordt de rol van Bing tijdelijk gespeeld door Leandro Ceder. Dit omdat Everon een ongeluk heeft gehad tijdens een reis en daarbij zijn triceps scheurde met als gevolg dat hij geopereerd moest worden.

## Geschiedenis

### Komst naar Meerdijk
Bing kwam in januari 2005 naar Meerdijk. Hij had in de gevangenis gezeten voor diefstal, maar eigenlijk was hij onschuldig. Hij werd manager van Teluma en trouwde met Sjors Langeveld. Sinds zij is vreemdgegaan met haar ex Milan Verhagen ging het niet echt goed meer met de twee echtelieden. Bing werd neergestoken door Vadim Kadar en lag in kritieke toestand in het ziekenhuis. Later is zijn toestand aanzienlijk verbeterd en heeft hij vanuit het ziekenhuis een oproep via de tv gedaan om zijn vermiste moeder Dorothea Grantsaan op te sporen. Toen dit niets opleverde is hij vervolgens naar Duitsland vertrokken om zijn moeder op te sporen. Nadat hij was teruggekeerd in Meerdijk, besloot hij van Sjors te scheiden.

### Ronja en Lorena
Na zijn scheiding van Sjors Langeveld heeft hij een relatie gehad met Ronja Huygens. Hij ging echter vreemd met Lorena Gonzalez en nadat hij met Ronja naar bed was geweest, biechtte hij op dat hij was vreemdgegaan. Later bleek dat Ronja van hem in verwachting was en ze abortus wilde, waar hij eerst voorstander van was, maar na het overlijden van zijn moeder Dorothea op 8 december 2008 was hij er opeens tegen. Ronja Huygens zette haar abortus later toch door en Bing was erg teleurgesteld.

### Overname nachtclub
Hij kocht in februari 2009 de club Teluma van Jack van Houten, grotendeels van het geld van Jef Alberts die kort daarvoor café De Koning had verkocht aan een projectontwikkelaar Van Maanen. Nu Bing Teluma in handen heeft, kan Van Maanen de sloop van de panden en de bouw van een winkelcentrum in dat gebied niet laten uitvoeren. Jack van Houten heeft in het koopcontract van Teluma een clausule laten opnemen, waarin staat dat zijn zus Sjors Langeveld blijvend mag wonen in het appartement van Bing op de verdieping boven Teluma. Maar Bing woont inmiddels samen met Lorena - zijn sekspartner - en zij wil absoluut niet dat Sjors bij hen komt wonen.
Op vrijdagavond 24 april 2009, tijdens het verjaardagsfeest van Nina Sanders, ontplofte de Teluma door een gasexplosie in de kelder, waar Nina Sanders en Dex Huygens net aanwezig waren en gewond raakten. De overige gasten van het feest bleven ongedeerd. Toen de recherche erachter kwam dat de gasexplosie in Teluma was veroorzaakt door nalatigheid bij het onderhoud van de gasleidingen, wist Lorena - de vriendin van Bing - zich plotseling te herinneren dat een monteur haar zijn visitekaartje had gegeven om een afspraak voor een onderhoudsbeurt te maken. Zij had dit echter naast zich neergelegd en wist dat wanneer dit zou uitlekken, zij een groot probleem zou hebben.
Met een list wist ze een afspraak te maken met diezelfde monteur en kocht hem om. Hij ging vervolgens na betaling van een fors geldbedrag door Lorena akkoord met het verzwijgen van het gesprek met Lorena. Ook wijzigde hij de agenda van zijn onderhoudsbedrijf en kwam erin te staan dat de laatste afspraak van een onderhoudsbeurt gemaakt zou moeten worden in de tijd dat Jack van Houten nog eigenaar van Teluma was.
Hiervan werd een rapport opgemaakt en dit kwam bij de recherche en ook bij Ludo Sanders terecht, die er vervolgens van uitgingen dat Jack van Houten aansprakelijk was voor het ernstige letsel van Nina Sanders ten gevolge van de gasexplosie.

### Gezin met Sjors?
Nog voordat Lorena terugkwam uit de gevangenis ging Bing naar bed met Sjors. Sjors slikte toen antibiotica zonder te weten dat de pil nog niet werkte en ging ook met Danny de Jong naar bed. Maar toen kwam Sjors erachter dat ze zwanger was en ze wist niet wie de vader was. Toen het kind van Danny bleek te zijn kwam dat hard aan; Bing kon het niet aanzien dat hij niet de vader van Lana was en besloot een tijdje weg te gaan.
Na zijn terugkeer opende hij samen met Nina's broer Lucas de nachtclub Dansatoria. Hij nam Amber de Wilde in dienst en en kreeg een korte relatie met haar. Mede hierdoor stond hij oogluikend toe dat ze drugshandelt voor een winstdeling; Sjors' jongere zus Wiet werd hier het slachtoffer van. Sjors kwam erachter en omdat Bing de boel bleef ontkennen liet ze voor straf "alles en iedereen doorlichten". Maar de club bleef open en Bing ging weer met Sjors naar bed; en ditmaal maakte hij haar wel zwanger. Bing verkeerde in de wolken door het goede nieuws, maar Sjors kon en wilde niet het blijde gezinnetje met hem uithangen omdat ze bang was dat dit ten koste zou gaan van Lana. Bing dacht dat Sjors abortus had gepleegd en duwde haar uit wanhoop tegen de grond, met alle gevolgen van dien; Sjors kreeg een miskraam en Bing overnachtte in een politiecel. Hij kwam tot inkeer en wist een vertrek van Sjors uit Meerdijk nog net te voorkomen. 
Ze kwamen weer samen en toen Sjors onvruchtbaar bleek te zijn gingen ze voor adoptie. Door het strafblad van Bing bleek dit moeilijker dan gedacht, maar ze hadden geluk: Rikki de Jong  was ongewenst zwanger en ze wilde het kind afstaan. Samen met haar vriend Sjoerd, de vader van het kind, en haar eigen vader Rik, besloot Rikki haar kindje af te staan aan Sjors en Bing. 
Op 18 november 2011 werd Bram het kindje van Rikki en Sjoerd geboren; al snel na de thuisbevalling namen Sjors en Bing hem mee naar huis. Bing zag Bram al snel helemaal als zijn zoon, hij was dan ook woedend toen Sjoerd en Rikki besloten dat ze Bram terug wilden. Het kwam tot een rechtszaak die Sjors en Bing in eerste instantie wonnen. Nadat Sjors zich terugtrok raakten ze Bram alsnog kwijt. Bing was daar woedend om en maakte Sjors duidelijk dat het over was tussen hen. Uiteindelijk maakte Bing het goed met Sjors en kwam hij tot de conclusie dat hij geen echte vaderlijke gevoelens voor Bram heeft gehad. Ze besloten opnieuw te trouwen, maar tijdens een feest van Bing in club Dansatoria werd Sjors aangereden door Aysen Baydar; dit door toedoen van Lucas die drugs in haar drankje had gestopt. Sjors raakte verlamd en trouwde met Bing in het ziekenhuis. Vlak daarna vertrok Sjors naar Zwitserland voor operatie en revalidatie. Ondertussen ging Bing vreemd met Aysen.

### Kanker
Wanneer Bing per ongeluk neergestoken wordt door Sjors, ontdekken artsen dat hij lymfeklierkanker heeft. Wanneer hij hoort dat de stamceltransplantatie is gelukt, valt Lana, die een beetje ziek is, hem in de armen terwijl hij nog onvoldoende weerstand heeft opgebouwd. Uiteindelijk blijkt dat hij een virus heeft opgelopen en dat een kunstmatige coma de enige kans op overleving is.
Aysen Baydar, waarmee hij inmiddels een relatie heeft, is zijn grote steun tijdens zijn ziekte en uiteindelijk herstelt hij.
Zijn ziekte verandert Bing echter volledig. Hij wil vanaf nu volop gaan genieten van het leven en alles eruit halen wat erin zit. Zo geeft hij aan een open relatie met Aysen te willen en bovendien wil hij een kind van haar. Een open relatie ziet Aysen echter niet zitten en ook is ze nog helemaal niet toe aan het krijgen van kinderen. Toch belooft ze Bing erover na te zullen denken om zo een breuk te voorkomen. Later geeft ze toe dat ze hier nooit over heeft nagedacht en uiteindelijk wordt de relatie verbroken.

### Kind met Monica
Bing wil een kind en komt in aanraking met Monica de Klein. Voor een groot bedrag om haar schulden te betalen wil zij wel zwanger worden van Bing. Na kunstmatige inseminatie wordt Monica zwanger. Aysen chanteert Monica en steelt Bings ingevroren sperma om te voorkomen dat hij ooit een kind krijgt. Bing probeert Monica uit de buurt van Aysen te houden en wil met haar naar het buitenland vluchten. Maar als Monica hem in opdracht van Aysen uittest door te liegen over een miskraam slaat Bing haar tegen de vlakte omdat zijn laatste kans op een kind nu verkeken zou zijn. Bing wil Monica niet meer zien en is vastbesloten om eigenhandig met Aysen af te rekenen nadat hij een aangifte tegen haar intrekt. Op de dag van de parachutesprong, op Riks vrijgezellenfeest, wordt Bing zelf gearresteerd wegens mishandeling van Monica; maar ook omdat hij per ongeluk naar Menno Kuiper uithaalde in plaats van naar Aysen die Monica ertoe heeft aangezet om aangifte te doen. Bing geeft de strijd op en gaat voor twee maanden de cel in. Na deze periode keert Bing terug in Meerdijk waar hem een nieuwe verrassing wacht; Aysen komt tot de conclusie dat Bing diegene zou kunnen zijn die Mike vermoord heeft, maar dat hij het eigenlijk gemunt had op Aysen. Uiteindelijk blijkt Rik de dader. Twee jaar later keert Monica terug naar Meerdijk om Manu af te geven aan Bing, omdat ze de zorg voor het kind zelf niet meer aankan.

### Brandstichting
Bing en Lucas 'lenen' op een avond de boot van Ludo. Ze raken een stuk hout, waardoor de boot schade oploopt, en als later blijkt dat Tim Loderus diezelfde avond spoorloos is verdwenen denken ze dat ze hem hebben aangevaren. Waar Lucas in paniek raakt blijft Bing kalm; hij steekt de boot in brand maar wordt gezien als hij wegrijdt op de brommer van Dansatoria. Nuran verschaft hem een alibi door te zeggen dat ze met Bing op het strand was. Bing vertelt Sjors de waarheid omdat hij vindt dat ze daar recht op heeft, maar door dat te doen brengt hij zichzelf en Nuran in de problemen; Sjors is vastbesloten om hem achter de tralies te krijgen en vindt in Aysen een bondgenoot. Ze zetten een val uit en Bing trapt erin; hij wordt gearresteerd omdat hij in zijn proeftijd Aysen heeft geduwd en haar per sms zou hebben bedreigd (dit heeft Sjors gedaan). 

### Relatie met Nuran
Nadat Nuran bij een ruzie met Sjors door de glazen deur van Lorena was gevallen, kreeg ze te horen dat ze halfzijdig verlamd was. Toen Bing dit hoorde, besloot hij haar te helpen met haar revalidatie. Bing en Nuran gingen naar het zwembad voor therapie. Nuran bedenkt smoesjes om niet te zwemmen. Bing is dit zat en duwt haar naar de bodem. Even later brengt hij haar boven water en dwingt haar tot therapie. Een tijdje later spreekt Nuran haar gevoelens voor Bing uit. Bing staat voor een dilemma. Hij wil zijn mening geven, maar haar niet kwetsen. De relatie met Nuran komt tot een einde wanneer zij naar Californië verhuist om daar te revalideren.

### Huwelijk met Nina
Bing krijgt een relatie met Nina die zijn tweede vrouw wordt; het duurt echter enige tijd voor hij het respect van Ludo wint. Het heeft er zelfs toe geleid dat hij op een gegeven moment naar de vijand is overgelopen; Sjors' moeder Martine Hafkamp die tijdelijk terugkeerde na een jarenlange afwezigheid. Martine doet alsof ze het beste voor heeft met Bing en laat hem beschieten, waardoor hij blind wordt; Ludo krijgt de schuld. Pas na een paar maanden keert zijn gezichtsvermogen voor een groot deel terug.

### Vriendschap met Amir
Terwijl Nina langdurig op zakenreis naar Hongkong gaat deelt Bing het huis met Nina's assistente Loes en sluit hij vriendschap met de Afghaanse vluchteling Amir Nazar die in het ziekenhuis werkt. Als Bing hoort dat Amir wordt dwarsgezeten door de nieuwe directeur Jan Maes - die ook ex-oppas Zoë Xander chanteert - komt hij in actie. Jan Maes wordt de volgende dag dood uit het water gehaald; Bing geldt als hoofdverdachte, vooral omdat hij Jans laptop in zijn bezit heeft en zijn alibi niet blijkt te kloppen.

### Loes
Als Nina Sanders voor een tijdje naar Hongkong moet, wordt Loes de Haan haar vervanger. Al snel krijgt Loes gevoelens voor Bing, maar doet hier niks mee omdat hij al getrouwd is met Nina. De hele situatie met Loes loopt uit de hand. Loes blijkt Jan Maes vermoord te hebben en draait door. Ze ontvoert Nina en stopt haar in een kofferbak van een sloopauto. Nina weet te ontsnappen en komt bij Carlos Ramirez terecht in Spanje. Ze is haar geheugen kwijt. Carlos gaat op onderzoek uit in Meerdijk en ontdekt Nina haar verhaal. Voordat hij het haar wil vertellen staan Ludo en Bing op de stoep in Spanje. Uiteindelijk ontvoerd Bing Nina mee terug naar Meerdijk. Uiteindelijk krijgt ze haar geheugen terug, maar kan niet kiezen tussen Bing en Carlos. Bing dringt zich te veel op en daarom kiest Nina voor Carlos. Carlos zegt niet kinderen van een ander op te willen voeden en zegt dat Nina bij Bing hoort. Hij neemt afscheid van haar. Nina en Bing krijgen alsnog ruzie en dreigen beiden met een scheiding. Uiteindelijk willen ze dit toch niet en komen ze weer bij elkaar.

### Geboorte Max
Nina bevalt van een zoon, Max; Amir is de donorvader en zou in eerste instantie afstand nemen, maar hij kan zijn gevoelens niet onderdrukken en plant al snel geheime afspraakjes met Nina om Ravi (zoals hij Max noemt) te kunnen zien. Bing voelt zich bedreigd als hij daar achter komt en neemt wraak; hij laat Amir opdraaien voor diefstal van medicijnen en drugshandel door zogenaamde bewakingsbeelden naar de politie te sturen. Op dezelfde manier zorgt Bing er ook voor dat Amir weer vrijkomt; dit onder dwang van Nina die door Sjors op de hoogte is gebracht. Amir weet nu ook hoe het werkelijk zit; hij besluit geen aangifte te doen, op voorwaarde dat Bing (en ook Nina) schriftelijk instemt met een volledige omgangsregeling. Amir zegt dat de vriendschap voorbij is, maar Bing weigert dat te accepteren en doet zijn uiterste best om het weer goed te maken; hij wijzigt zelfs de naam van Max in Max-Ravi. Pas wanneer Bing zich verontschuldigt komt het goed en wordt hij alsnog gevraagd als getuige op Amirs bruiloft.

### JoJo
Ondertussen blijkt Bing een halfzus te hebben; JoJo Abrams staat op een dag voor de deur en beweert de dochter van Stanley te zijn. Bing wil in eerste instantie niets van JoJo weten, maar al snel sluit hij haar in de armen. JoJo ambieert een zangcarrière, maar heeft schulden bij een platenmaatschappij waarmee ze uiteindelijk niet in zee is gegaan. JoJo denkt de oplossing te vinden door samen met Lana een van Bings rekeningen te laten gebruiken als geldezel en daar betaald voor te krijgen. Bing heeft niets in de gaten totdat blijkt dat de rekening is geplunderd; hij doet aangifte, maar wordt zelf gearresteerd wegens medeplichtigheid aan criminele praktijken. Bing wordt vrijgelaten en weet nu hoe het werkelijk zit; zijn vertrouwen is zodanig beschaamd dat hij JoJo in huis neemt om als een strenge broer over haar te kunnen waken. Als JoJo per ongeluk een kostbare tv vernielt lijkt ze nog verder in de problemen te zitten; Bing besluit tot kwijtschelding, op voorwaarde dat JoJo bij hem komt werken. Het gaat echter mis wanneer JoJo tijdens een livestream instort en in het ziekenhuis belandt; ze blijkt diabetes type 1 te hebben, maar vertelt iedereen dat ze de ziekte van Pfeiffer heeft. Bing vertelt JoJo's vriend Valentijn de waarheid en betaalt hem om JoJo in te laten zien dat ze zich nergens voor hoeft te schamen. Als JoJo daar achter komt zet ze het op een drinken met Lucas en belandt ze weer in het ziekenhuis. Bing stelt JoJo's vrienden per app op de hoogte, maar dat wordt hem niet in dank afgenomen; JoJo neemt haar intrek in het Paleis bij Kimberly, Lucas, Rover en Valentijn. Daarna komt het weer goed tussen broer en zus.

### Scheiding van Nina
Ondertussen verkeert Bings huwelijk met Nina in zwaar weer; ze hebben voortdurend ruzie en Nina zegt dat ze Bing niet spannend genoeg meer vindt. Voor Bing is dit reden om tijdelijk het huis te verlaten; hij keert vlak voor de Kerst terug en zegt dat hij alleen verder wil als Nina geen geheimen meer voor hem heeft. Die zijn er wel degelijk, Nina heeft namelijk een verhouding met rechercheur Daan Stern sinds diens tijdelijk verblijf in huize Mauricius waar hij herstelde van een verkeersongeluk. Bing komt erachter wanneer hij in de val wordt gelokt en Nina in bed aantreft met Daan. Hij zet Nina het huis uit en gaar er zonder overleg, taal of teken met de kinderen vandoor. Daan laat hem opsporen in Brugge en rijdt erheen om de kinderen mee te nemen. Als Bing terugkeert naar Meerdijk doet hij aangifte tegen Daan. Nina wil dat het weer goed komt, maar Bing stuurt aan op een vechtscheiding; even is er sprake van een omgangsregeling, maar deze trekt hij weer in wanneer Nina via een list zijn huis binnendringt. Ondertussen is Rik uit Boks gezet omdat hij wist wat er speelde; Rik wil het uitleggen, maar pas na lang aandringen toont Bing zich bereid te luisteren en komt het weer goed. Ze houden een mannenavondje met Riks bevriende buurman Julian Verduyn; het bier vloeit rijkelijk en er worden verhalen uitgewisseld over schoonvaders. Bing besluit uiteindelijk om met Nina naar een vreedzame oplossing te zoeken, en stelt voor om Sjors als gezamenlijke advocaat te nemen; Nina wijst dat plan af nadat blijkt dat Bing haar heeft gebruikt voor seks. Vervolgens komt Bing erachter dat Ludo hem laat schaduwen; ook het bezoek van Sjors 's avonds laat blijft niet onopgemerkt. Bing beweert dat hij seks heeft gehad met Sjors, maar zegt dat alleen om duidelijk te maken dat hij niks meer met Nina wil. Als Bing ook Nina's chantagepraktijken ten opzichte van Sjors verijdelt komt hem dat duur te staan; hij wordt het huis uit gezet omdat het Nina's eigendom is, en de kinderen mag hij alleen nog eens per week zien. Verder moet Bing op zoek naar een nieuwe advocaat omdat Sjors afstand wil nemen; zij licht Amir in over haar vreemdgaan en gaat bij Lana in Berlijn wonen. Desondanks blijft Bing vrienden met Amir die hem in huis heeft genomen; als hij erachter komt dat Nina alsnog voor Daan kiest haalt hij het hele huis leeg. Voor straf verhoogt Nina de huur van Boks; Bing ziet zich genoodzaakt het hoofdfiliaal van zijn bedrijf te sluiten tot hij een andere locatie heeft gevonden. Op advies van Amir komt Bing met een ouderschapsplan, maar Nina werkt niet mee en verzoekt hem dringend te vertrekken. Bing probeert Daan in een kwaad daglicht te stellen door de politie te vertellen over diens medewerking aan commercieel draagmoederschap ondanks dat hij zelf het geld beschikbaar heeft gesteld. Rechercheur Alex de Boer zegt dat ze dit beter zelf kunnen oplossen, en Bing gaat met Daan op de vuist; net wanneer Janine, Nina en de kinderen binnenkomen. Janine neemt Bing en Nina apart om ze op hun kinderachtige gedrag te wijzen; haar bemiddeling werpt vruchten af, want Boks keert terug onder de oude huurovereenkomst en er wordt een omgangsregeling getroffen. Ludo is het er niet mee eens en dreigt Bing voor de rechter te slepen als hij zich niet volledig terugtrekt uit Nina's leven. Bing denkt dat Nina hierachter zit om alsnog haar zin door te drijven, en Nina ziet dit als een bevestiging dat hij niet te vertrouwen is. De strijd begint weer van voren af aan; Bing wil de helft van Nina's bezittingen, maar Nina verkoopt alles aan Ludo waardoor ze recht heeft op alimentatie. Bing heeft de pest in omdat Ludo nu weer wint; zijn advocate ontraadt hem gekke dingen te gaan doen, en ook Rik vindt dat hij de strijd beter kan loslaten. Als Lucas bij Boks invalt op Koningsdag biedt Bing hem een vaste baan aan als manager; dit tegen de zin van Nina. Op aandringen van Daan gaan Bing en Nina in gesprek met een mediator; de sessie wordt echter afgebroken omdat Nina Bing uitdaagt totdat hij haar bijna aanvliegt. Als Nina Bing weer opzoekt toont ze de blauwe plek op haar arm die ze heeft overgehouden aan een botsing in De Koning. Nina zegt geen aangifte te zullen doen wegens huiselijk geweld als zij de volledige voogdij en een redelijke alimentatie krijgt. Als er weer ruzie ontstaat dreigen Bing en Nina de kinderen uit elkaar te halen; Nola heeft dat gehoord en gaat er met Max en Manu vandoor. Bing en Nina zetten hun geschillen opzij en beginnen samen met Daan een zoektocht; de kinderen komen terecht en Bing en Nina worden het eindelijk eens over een omgangsregeling.

### Nieuwe start en amputatie
Bing lijkt de scheiding beter te verwerken dan Nina; hij gaat op zoek naar een eigen huis en heeft een aantal dates, maar ondertussen kan hij Nina niet vergeten en voelt hij dat de gevoelens wederzijds zijn. Nina vertelt hem dat ze zwanger is en dat ze verder wil met Daan, maar Bing weet haar er met moeite van te overtuigen dat ze iedereen ongelukkig maakt door bij Daan te blijven. En als Rik zijn vriendin Shanti ten huwelijk gaat vragen, gaat Daan precies hetzelfde doen bij Nina. Nina wil echter niet trouwen en wil met Bing verder gaan. Daarom duwt Daan Nina weg, waardoor ze onder een kermisattractie terechtkomt. Bing wil haar redden, maar wordt zelf door de attractie geraakt. Hij wordt in kritieke toestand naar het ziekenhuis gebracht, waar Nina een miskraam krijgt. Als Bing wakker wordt, krijgt hij te horen dat zijn onderbeen geamputeerd moet worden. Bing wil het niet, maar stemt toch in. Zijn onderbeen wordt geamputeerd, maar hij heeft het er achteraf moeilijk mee. Bing verblijft enige tijd in een revalidatiecentrum, maar hij mist zijn gezin en besluit het herstel thuis voort te zetten. Doordat Manu boos op hem wordt, ziet hij in dat hij echt weer verder moet met revalideren. Bing sport echter meer dan goed voor hem is, wat ertoe leidt dat hij twee weken rust moet houden na zijn deelname aan de Meerdijkloop. 

### Avontuur in Indonesië en Mare
Bing verhuist met het gezin voor een paar maanden naar Indonesië omdat Nina daar werk heeft gekregen. Hij komt tussentijds over om Jojo te troosten nadat Ilyas was neergestoken en daarbij zijn geheugen kwijtraakte. Als Jojo besluit om met Ilyas mee naar Marokko te gaan keert Bing terug naar Indonesië; Nina heeft een rugoperatie ondergaan en kan tijdelijk niet werken. Vlak voordat Bing weer naar huis gaat met de kinderen ontmoet hij Mare van Beerschot; zij reist op dezelfde vlucht naar Meerdijk en is bereid om in Bings stichting te investeren. Mare heeft een open relatie en probeert Bing te versieren; Bing geeft daar in eerste instantie niet aan toe, maar blijft contact met haar zoeken. Als Nina thuiskomt en van zijn vreemdgaan hoort eist ze dat Bing de samenwerking met Mare stopzet. Uiteindelijk mag Bing daar toch mee doorgaan en stelt hij Nina voor om ook van hun huwelijk een open relatie te maken.

## Familiebetrekkingen
- Stanley Mauricius (vader)
- Dorothea Alberts-Grantsaan (moeder; overleden)
- Jef Alberts (stiefvader)
- JoJo Abrams (halfzus)

## Relaties
- Patricia de Marto (relatie, 2005)
- Sjors Langeveld (relatie/getrouwd, 2005-2007)
- Ronja Huygens (latrelatie, 2008)
  - Ongeboren kind (2009, abortus)
- Lorena Gonzalez (relatie, 2008-2010)
- Sjors Langeveld (relatie, 2010)
  - Ongeboren kind (2011, miskraam)
- Amber de Wilde (korte relatie, 2011)
- Sjors Langeveld (relatie/getrouwd, 2011-2012)
- Aysen Baydar (affaire, relatie, 2012-2013)
- Monica de Klein (relatie, 2013)
  - Manu Mauricius (2014, zoon)
- Sjors Langeveld (affaire, 2014)
- Nina Sanders (relatie/getrouwd, 2015-2020)
  - Nola Sanders (2013, geadopteerd in 2016: Nina's dochter met Mike Brandt)
  - Max Mauricius (2018, Nina's zoon met donor Amir Nazar)
- Sjors Langeveld (zoen, 2020)
- Tanja Klooster (onenightstand, 2020)
- Nina Sanders (relatie/huwelijk, 2020-heden)
- Mare Berenschot (affaire, 2022)